# 장수 삼봉리 가야고분군
장수 삼봉리 가야고분군(長水 三峰里 伽倻古墳群)은 대한민국 전북특별자치도 장수군 장계면에 있는 삼국시대의 가야고분군이다. 2013년 11월 15일 전라북도의 기념물 제128호로 지정되었다.

## 개요
삼봉리 가야고분군은 장수군 장계면 삼봉리 백화산 자락에 자리한 가야 수장층의 묘역으로 직경 20~30m 내외의 대형고분 20여기가 분포되어 있다.
삼봉리 고분군에 대한 2차례 발굴조사를 통해 무덤내부에서 다양한 가야토기를 비롯하여 철제마구, 꺽쇠, 교구, 환두대도 등 피장자의 위상이 매우 높았었음을 짐작케 하는 최상급 가야유물이 출토되었다.
또한, 한 봉토 내에 주곽과 부곽이 배치된 다곽식의 형태도 파악되었으며, 주곽과 부곽 모두 가야계 수혈식 석곽묘로 확인되었다.
삼봉리 가야고분군은 전라북도 동부지역에 기반을 두고 성장했던 가야계 소국의 존재를 알려줄 뿐만 아니라, 그 세력이 타 지역의 가야 소국에 비해 결코 뒤쳐지지 않았음을 보여주는 중요한 역사적 고고학적 가치를 지니고 있다.

## 참고 자료
- 장수 삼봉리 가야고분군 - 국가유산청 국가유산포털